# Réseau de bus Titus
A Réseau de bus Titus egy franciaországi busztársaság.
A két vonalból álló Titus buszhálózat elsősorban Rosny-sous-Bois-t szolgálja ki. Az 1-es vonal azonban Noisy-le-Sec és Montreuil megállóhelyeket is kiszolgál, a 2-es vonal pedig Neuilly-Plaisance megállóhelyet. Az 1987-ben létrehozott hálózatot 2008. január 1-je óta a MobiCité, az RATP Cap Île-de-France leányvállalata üzemelteti.

## Kommunális városi közlekedés
Az első belső járat Rosny-sous-Bois-ba 1983. október 22-én indult az RATP 321-es vonalán, kereskedelmi nevén TRUC (transport urbain communal), egy Rosny állomásról induló hurokkal.
A 321-es vonalat 1985. szeptember 9-én két hurokra, 321A és 321B vonalra osztották, és 1987. június 15-ig a Régie üzemeltette, amikor az Autobus du Fort átvette mindkét vonalat TITUS márkanév alatt.
A gördülőállományt a Les Lilas buszközpontban1 tárolt Heuliez GX 17-esek (Renault Master I alváz) alkották.